# فلمور
فلمور (بالإنجليزية: Fillmore) هو مسلسل كرتوني أمريكي من إنتاج سكوت غيمبل عرض على أيه بي سي، وبعد ذلك على تون ديزني. المسلسل عبارة عن محاكاة ساخرة للأعمال للمسلسلات البوليسية الشعبية من السبعينات، ويروي مغامرات حدث جانح تائب يدعى كورنيليوس فيلمور وشريكته انغريد ثيرد، ويقومون بحل الجرائم كأعضاء في دوريات السلامة في مدرسة إكس المتوسطة. وجهت السلسلة إلى المراهقين، ولكنها نالت إعجاب الجيل الأكبر أيضا لتقليدها برامج السبعينات.
وكان هذا المسلسل آخر ما أنتج فقط من قبل شركة ديزني تيليفشن أنيمايشن، قبل أن تقوم الأخيرة بإنتاج البرامج حصريا إلى قناة ديزني، وكذلك آخر برنامج على أي بي سي ساترداي مورنينغ كارتون. تم إلغاء المسلسل في عام 2004 بسبب درجات المشاهدة المنخفضة، ولكنه حافظ على قاعدة جماهيرية مخلصة له. وأعيد بثه في وقت لاحق على قناة ديزني، تون ديزني، وديزني إكس دي.

## الأصوات العربية
- داني بستاني (الطمايط حارس فلمور)
- ماريا إسود (الطمايط رغدا فحص)
- سامي ضاهر (المفوض فاضل, غول حقار)
- سهير صالحاني (المديرة دنيا سمسم)
- ندى نصر (كريمة تهامة)
- يورغو شلهوب (سامي اورفلي)
- عبدو حكيم (جاد انزح)
- جهاد الأندري (برهوم أبو الروس)
- سمير شمص (مديع)
- سهير نصر الدين (جالا فلمور)
- طوني معلوف (كارل فلمور)
- طوني صاصي (نانب المدير دويك رؤوف)

## روابط خارجية
- فلمور على موقع IMDb (الإنجليزية)
- فلمور على موقع روتن توميتوز (الإنجليزية)
- فلمور على موقع كينوبويسك (الروسية)
- فلمور على موقع ألو سيني (الفرنسية)
- فلمور على موقع قاعدة بيانات الفيلم (الإنجليزية)